# Benefit
Benefit is een album van de Britse progressieve-rockband Jethro Tull, uitgebracht in 1970.

## Geschiedenis
Dit was Jethro Tulls eerste album dat de grens van 1 miljoen verkochte platen doorbrak.
Op dit album experimenteerde Ian Anderson voor het eerst met opname- en productietechnieken. Een voorbeeld hiervan is de 'backwards-flute' op With You There to Help Me, waar de dwarsfluit van Anderson achterstevoren wordt afgespeeld, wat een heel eigen en uniek geluid geeft. Een concertgrap van Anderson is dat hij zijn rug naar het publiek keert om de openingsnoten te spelen.
Nog meer dan op Stand Up waren de teksten op dit album zeer persoonlijk, iets waar Anderson later spijt van zou krijgen.
De Benefit-tournee omvatte ook een concert voor 600.000 toeschouwers tijdens het Isle of Wight Festival in 1970. In 2004 kwam hiervan een audio-cd uit met de titel Nothing Is Easy: Live at the Isle of Wight 1970. In 2005 verscheen een gelijknamige documentaire op dvd.
De regel "flying so high, trying to remember" uit het nummer To Cry You a Song droeg samen met het idiote podiumoptreden bij aan de mythe dat Anderson aan verdovende middelen verslaafd zou zijn. Anderson is echter altijd een grote tegenstander van drugsgebruik geweest, zoals hij later duidelijk maakte.

## Nummers
1. With You There to Help Me
2. Nothing to Say
3. Alive and Well and Living in
4. Son
5. For Michael Collins, Jeffrey and Me
6. To Cry You a Song
7. A Time for Everything?
8. Inside
9. Play in Time
10. Sossity: You're a Woman
11. Singing All Day¹
12. Witch's Promise¹
13. Just Trying to Be¹
14. Teacher (Original UK Remix)¹

¹Bonusnummers op de digitaal geremasterde versie.

## Bezetting
- Ian Anderson (dwarsfluit, akoestische gitaar, zang)
- Martin Barre (elektrische gitaar
- Clive Bunker (drums en percussie)
- Glenn Cornick (basgitaar)

Gastmuzikant:
- John Evan (piano, orgel)